# Districte de Shwebo
El districte de Shwebo és una divisió administrativa de la divisió de Sagaing a Birmània (Myanmar) amb capital a Shwebo (Shwe-bo o Shwe Bo). Té una superfície de 14.877 km² i una població d'1.583.201 habitants (estimació de 2003). El territori en general és sec. A Kawlin i Wuntho hi ha mines d'or. Està format per vuit townships:
- Kanbalu
- Khin-U
- Kyunhla
- Shwebo
- Wetlet
- Dabayinn
- Dazei
- Ye-U.

## Geografia
El districte està creuat de nord a sud pel Mu que el divideix en dues parts a est i oest; l'Irauadi forma el límit oriental. Les muntanyes Minwun corren paral·leles a l'Irauadi i la resta són cims aïllats al nord i nord-est. Els rius principals són l'Irauadi i el Mu. Els llacs són el Mahananda (al nord-est de la ciutat de Shwebo), el Halin (o Thayaing), el Kadu, i el Thamantha.

## Història
Segons la tradició la ciutat de Shwebo fou fundada per un caçador (en birmà mokso) de nom Nga Po al final del segle xvi, i es va dir Moksongapoywa. Monywa fou el centre comercial de la zona del riu Chin Dwin. De l'esmentat caçador Nga Po deia ser descendent Alaungpaya (Alompra), el rei conqueridor birmà que hauria nascut a la població amb el nom de U Aung Zeya, la va fer fortificar i la va convertir en capital nacional després de la seva triomfant rebel·lió (1752) contra els talaings o mons i la fundació de la dinastia Kone Baung o Konbaung.
Només el seu primer descendent Naungdawgyi va conservar la residència a la ciutat (1760-1764) i el segon, Sinbyushin, ja la va traslladar a Ava (1766), però fou amb ajut de la seva població que el príncep Tharrawaddy va desplaçar a Bagyidaw del tron (1837), i que Mindon Min es va revoltar amb èxit contra el seu germanastre Pagan Min (1853); Shwebo va donar suport a Mindon contra els rebels prínceps Myingun i Padein.
Els britànics van entrar a Shwebo el 1886 i l'oficial de la ciutat, el kayaing wun, es va sotmetre amb tots els seus subordinats, i va ajudar a l'administració establerta lluitant contra els anomenats "dacoits" (bandits) dirigit pel famós cap Hla U i per altres, que van tenir el districte en agitació durant uns cinc anys (1886-1891). Tropes britàniques i natives van estacionar a Shwebo i a Kyaukniyaung a la vora de l'Irauadi i el 1888 es va crear el cantonment (campament militar) de Shwebo al nord-est de la ciutat; les tropes indígenes foren retirades a partir del 1892 i les europees reduïdes a 5 companyies el 1896. Els Upper Burma Volunteer Rifles, tenien una estació al districte de Shwebo, igual que als de Katha, Bhamo i Myitkyina. La part occidental del districte tal com era llavors va formar el 1887 el districte de Ye-U, però el 1895 fou suprimit i la major part del seu territori incorporat altre cop a Shwebo. Llavors ja consta (1901) amb una superfície molt similar a l'actual (14.592 km²). La població era:
- 1891: 230.779
- 1901: 286.891

Administrativament estava format per tres subdivisions i nou townships:
- Shwebo 
  - Shwebo
  - Kinu o Kin-U
  - Sheinmaga
- Kanbalu 
  - Kanbalu
  - Kyunhla
- Ye-U
  - Tabayin (Dabayinn)
  - Tamadaw
  - Taze

El township de Shwebo tenia una superfície de 1.165 km² i anava entre l'Irauadi i el Mu (est a oest) amb una població de 51.248 habitants el 1901 repartida entre la ciutat de Shwebo (9.626 habitants) i 149 pobles.
L'única ciutat era Shwebo. Hi havia un total de 884 pobles sota un cap dels quals 258 subordinats a caps de cercle. Ye-u era el township més densament poblat i un dels més a tota l'Alta Birmània. La població era budista (99%) amb un reduït nombre de musulmans (zairbadis o myedu kalas)i la llengua vernacular era el birmà. L'ètnia dominant eren els bamars (97%) amb alguns xans, xinesos, hindús i altres minories. El 75% vivia de l'agricultura.
Després de la independència el 1947 la població, sota la direcció Webu Sayadaw, va construir la pagoda de Victory Land dins la Victory Land Enclosure, i un monestir anomenat Aung Mye Kyaung Daik o monestir de la Terra de la Victòria.

## Pagodes
- Shwetaza a Shwebo
- Ingyindaw a Seikkun
- Shwekugyi a Myedu
- Thihadaw a Kabwet.

## Arqueologia
Hi ha nombroses restes, ruïnes d'antigues ciutats emmurallades, capelles, i marbres gravats.